# Бариляк Роман Олександрович

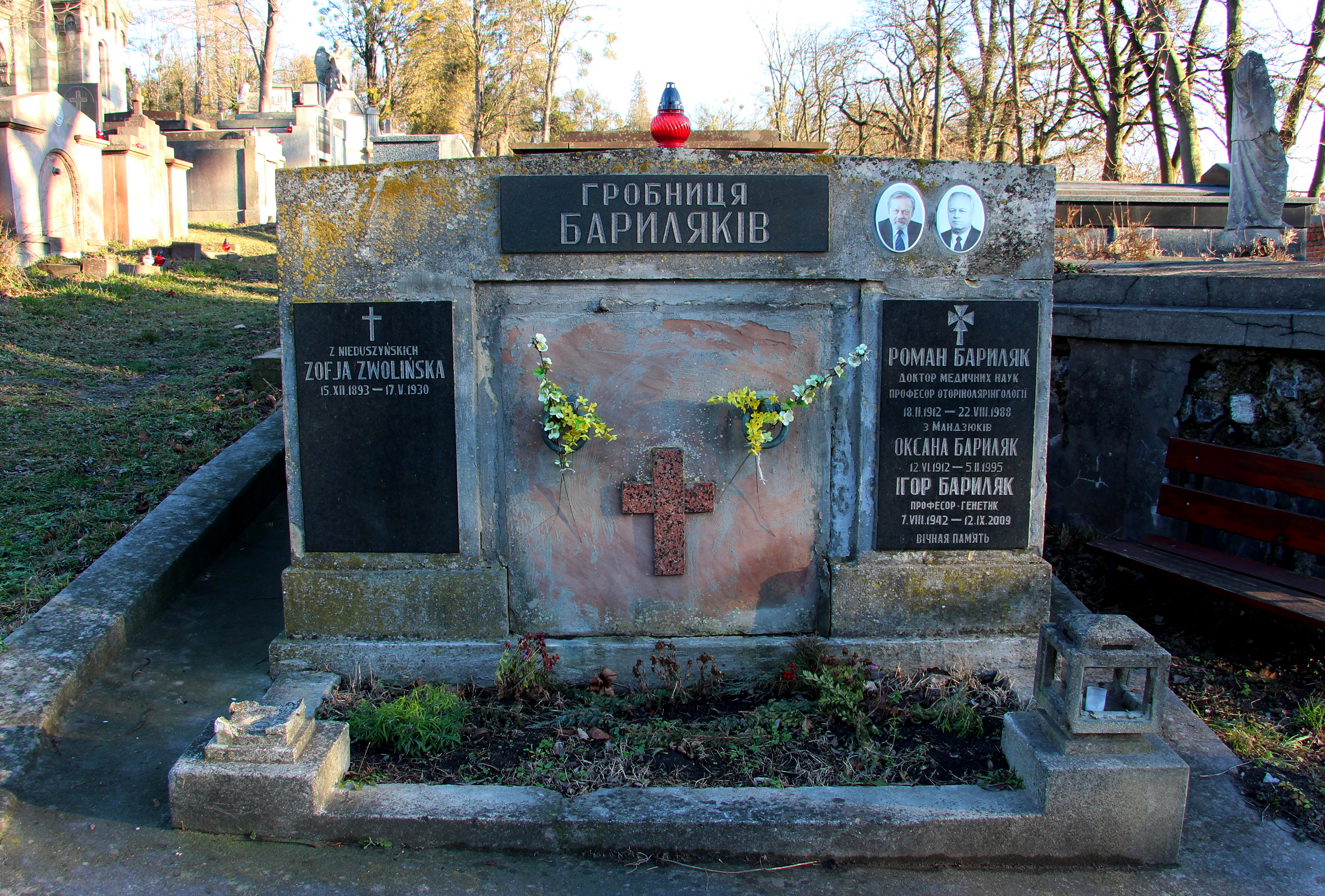

Бариля́к Рома́н Олекса́ндрович (18 лютого 1912, Львів — 22 серпня 1987, Львів) — український оториноларинголог, доктор медичних наук (1961), професор (1963 р.). Батько професора I. Р. Бариляка.

## Біографія
Закінчив лікарський факультет Львівського університету Яна Казимира в 1935 році.
У 1935—1936 рр. — служба у війську лікарем полку.
У 1937—1938 рр. ординатор хірургічної клініки Університету Яна Казимира.
У 1938—1939 рр. працював ординатором ЛОР відділу лікарні Каси хворих у Львові.
1939—1941 рр. — ординатор 1-ї Радянської лікарні м. Львова.
З 1944 року доцент ЛОР кафедри Львівського державного медичного університету, з 1963 року — професор кафедри.
В 1948 році захистив кандидатську дисертацію на тему: «Склерома верхніх дихальних шляхів», в 1961 році — докторську дисертацію на тему: «Клінічна цитологія склеромної гранульоми».
В 1944—1946 рр. і 1964—1981 рр. завідував кафедрою оториноларингології Львівського державного медичного інституту.
1981—1984 рр. — науковий консультант кафедри.
Розробив оригінальний метод цитологічного обстеження склероми, був піонером впровадження стрептоміцину при лікуванні склероми, проводив експедиційне обстеження населення західних областей України на предмет виявлення хворих склеромою. Крім того, наукова діяльність присвячена проблемі ЛОР онкології, ендоскопічній діагностиці хвороб ЛОР органів, хронічного тонзиліту, синуситів, тимпанопластики, викладання оториноларингології.
Помер 22 серпня 1987 року у Львові. Похований на Личаківському цвинтарі, поле № 70.

## Творчий доробок
Опублікував 125 наукових праць, дві монографії, п'ять навчальних посібників. Підготував 13 кандидатів медичних наук, 1 доктора медичних наук.
Основні роботи:
- «Стрептомицин — эффективное средство при лечении больных склеромой дыхательных путей» (1952)
- «Цитология склеромы» (1957)
- «Цитологические изменения склеромной гранулёмы в динамике болезненного процеса» (1959)
- «Состояние бронхиального дерева у больных склеромой» (1966)
- «Флюоресцентная микроскопия клеток склеромной гранулёмы» (1969)
- «Эндоскопия дыхательных путей и пищевода» (1971)
- «Склерома» (1974)
- «Практикум з оториноларингології» (1981)
- «Реабилитация голоса после удаления гортани» (1984)

## Нагороди, відзнаки
Нагороджений медаллю «За доблестный труд в Великой Отечественной Войне», знаком «Отличнику Здравохранения».

## Родина
Батько Бариляк Олександр Матвійович — фольклорист і правник.
Мати Бариляк Марія Кирівна, українська дитяча письменниця.
Дядько по материній лінії Козоріс Михайло Кирович, український письменник.
Син Ігор Бариляк, вчений-генетик, доктор медичних наук, професор.
Син Юрій Бариляк (нар. 1947), кандидат медичних наук, доцент кафедри оториноларингології ЛНМУ.
Донька Ірина Бариляк (нар. 1945), кандидат медичних наук, лікар офтальмолог.